# Manduca bergamatipes
Manduca bergamatipes är en fjärilsart som beskrevs av Clark 1927. Manduca bergamatipes ingår i släktet Manduca och familjen svärmare. Inga underarter finns listade i Catalogue of Life.